# Tate Taylor
Tate Taylor (Jackson, Misisipi; 3 de junio de 1969) es un actor, director de cine, guionista y productor estadounidense.

## Carrera
Nació y se crio en Jackson (Misisipi). Es amigo íntimo de la escritora Kathryn Stockett, a la que conoce desde que iban juntos a preescolar en Jackson. Trabajó durante 15 años en Nueva York y Los Ángeles, aunque desde 2011 vive en la plantación Wyolah en Misisipi. Debutó como director en la película Pretty Ugly People, pero es conocido sobre todo por la película The Help, que recibió varias nominaciones a los Óscar y a otros premios, y está basada en la novela escrita por su amiga Kathryn, quien le cedió los derechos de adaptación para la película en junio de 2008, antes de que el libro se publicara.

## Vida personal
Taylor es abiertamente gay y tiene una relación con el productor John Norris. Reside en la plantación Wyolah, una plantación antebellum en Church Hill, Mississippi.

## Filmografía

### Como director
- Chicken Party (corto) (2003)
- Pretty Ugly People (2008)
- The help (2011)
- Get on Up (2014)
- Tupperware Unsealed (2014)
- La Chica del Tren (2016)
- Ma (2019)
- Ava

### Como actor
- Wannabe (2005)
- Winter's Bone (2010)